# 石上布都魂神社

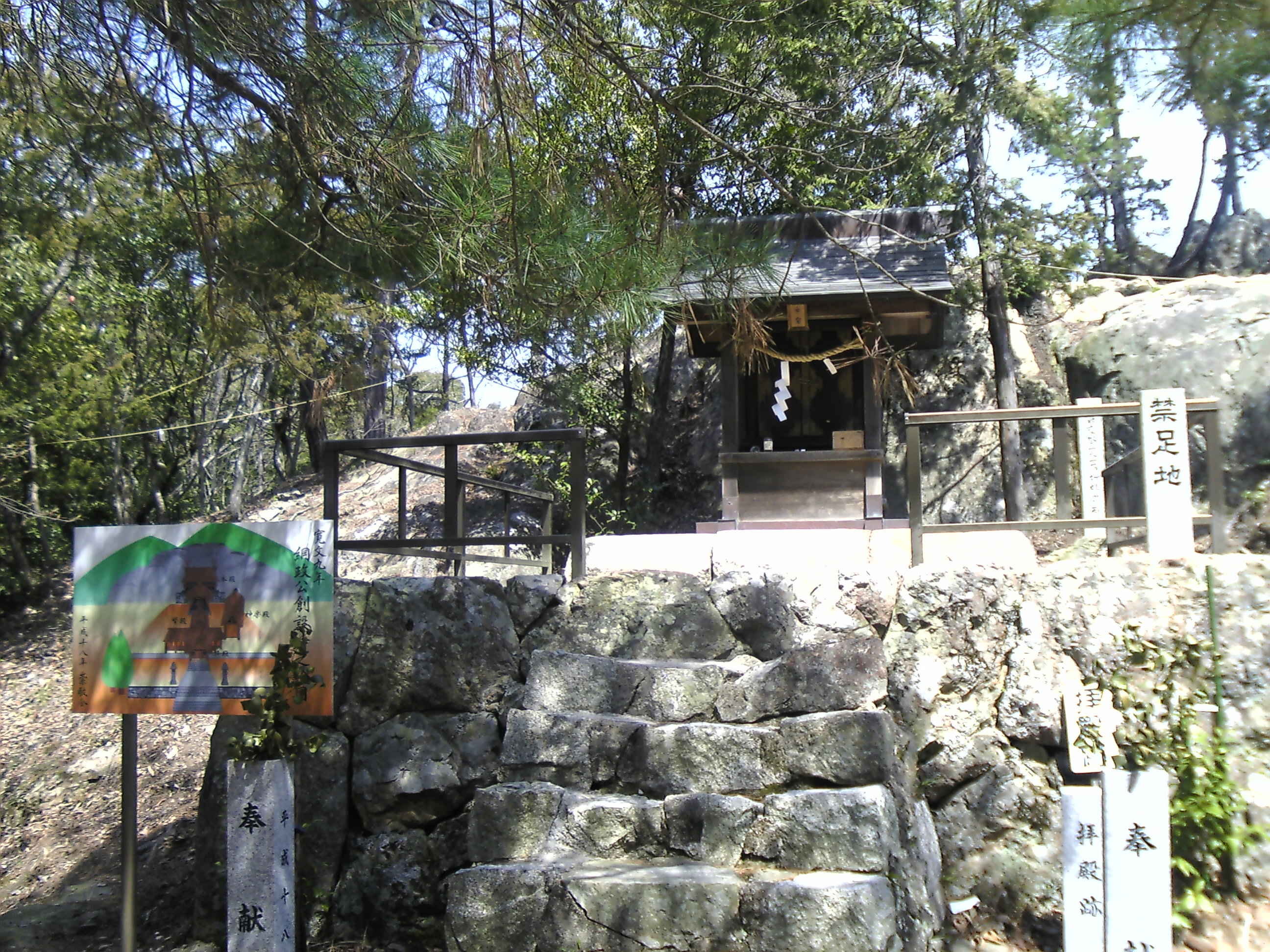
本宮（奥の院）

石上布都魂神社（いそのかみふつみたまじんじゃ）は、岡山県赤磐市にある神社。式内社、備前国一宮。旧社格は郷社。

## 祭神
現在の祭神は以下の1柱。
- 素盞嗚尊

明治時代までは、素盞嗚尊が八岐大蛇を斬ったときの剣である布都御魂と伝えられていた。明治3年（1870年）の『神社明細帳』では神話の記述に従って十握剣と書かれている。
大正三年に公刊された『大和志料』が収録している「石上振神宮略抄」という資料には、
布留宿禰は春日臣と同祖にて、天足彦国押人命七世孫米餅搗大使主命の三子、市川臣は十三代成務天皇の御世に、石上振神の乞言によりて物部連に代て神宮の神宝を治しめ神府の典やくに補す。仍て物部首の氏姓を賜う。
十七代仁徳天皇御宇、市川臣に勅して吉備神宮に祭る天羽々斬剣を石上振神宮に遷し蔵め加え祭る云々。
となっている。

## 歴史
上述の十握剣を祀ったのが当社の創始と伝えられる。この剣は仁徳天皇の時代に大和国の石上神宮へ移されたとされており、このことは石上神宮の社伝にも記されている。
『延喜式神名帳』では小社に列し、備前国総社神名帳では128社中2位に正二位布都魂神社と記載されている。寛文9年（1669年）、岡山藩主池田光政が山頂にあった小祠を復興した。次代綱政は延宝2年（1674年）社領20石を寄進し、宝永7年（1710年）に社殿・神楽殿を造営した。その後も歴代の藩主の崇敬を受けた。
明治6年（1873年）に郷社に列した。祭神を素盞嗚尊に変更したのはこのときと見られる。明治40年（1907年）、大火で山頂の社殿が焼失し、大正4年（1915年）に中腹の現在地に再建された。昭和21年（1946年）1月10日、内務省より由諸などから県社となるべき資格ありと認定されたが、この年の2月2日に社格制度が廃止された。
山上にある本宮（奥の院）が、昭和59年（1984年）2月18日に赤磐市史跡（指定当時は旧吉井町）に指定された。

## 主な祭事
- 4月15日 祈念祭
- 旧暦6月11日 夏祭
- 10月20日・21日 例大祭 - 現在は10月20日に近い日曜日に行われる
- 11月23日新穀感謝祭

## 現地情報
所在地
- 岡山県赤磐市石上字風呂谷1448

交通アクセス
- 金川駅（JR西日本津山線）から、タクシーで約20分